# Sant Just i Sant Pastor de la Valldan
Sant Just i Sant Pastor de la Valldan és l'església parroquial del nucli de la Valldan, del municipi d'Odèn (Solsonès) inclosa a l'Inventari del Patrimoni Arquitectònic de Catalunya.
A la Valldan s'hi va, des d'Oliana, per la carretera asfaltada que s'inicia al punt quilomètric 142,3 de la C-14 (Eix Tarragona-Andorra), un cop passat el nucli d'Oliana (42° 04′ 28″ N, 1° 18′ 28″ E / 42.074450°N,1.307674°E). Està ben senyalitzada.

## Descripció
Situada al nucli de la Valldan, és un edifici d'una sola nau de planta rectangular, cobert amb volta de canó i capçat a la banda SE per un absis que supera el semicercle en planta. A l'interior, arrebossat i pintat, es pot comprovar com l'absis ha sofert una reforma posterior, en la qual es va intentar donar-li forma rectangular tallant els muntants de l'arc que inicia l'absis. Actualment només es veu la curvatura originària prop de la seva finestra central. L'absis s'obre a la nau mitjançant un arc preabsidal de mig punt. La nau té un arc toral i al mur sud un arcosoli practicat al gruix del mur.

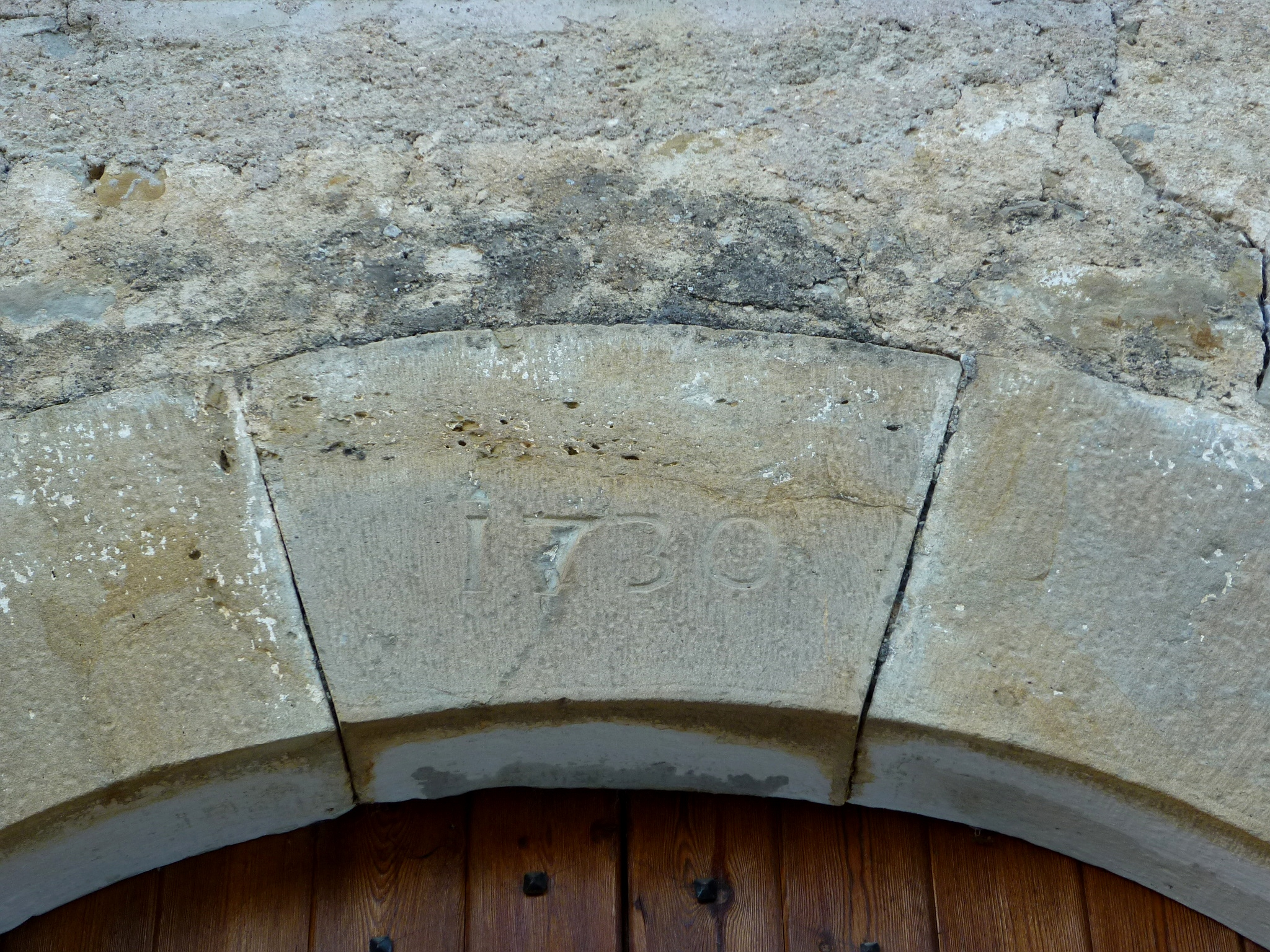
Clau de l'arc de la portada

Tota la construcció presenta un parament a base de carreus disposats en filades uniformes i treballats a cops de maceta. L'absis descansa damunt un sòcol de pedres més grosses que la resta de la construcció i és resseguit, igual que els murs laterals de la nau, per una cornisa de pedres trapezoidals.
La porta, oberta posteriorment, és al frontis i damunt seu hi ha una finestra rectangular de doble esqueixada. La porta romànica, d'arc de mig punt, es troba tapiada i encara es pot veure al mur S. En aquest mateix mur hi ha una finestra d'una esqueixada, coronada per un arc de mig punt, i a l'absis hi ha dues finestres del mateix tipus. Al frontis s'alça un campanar de cadireta amb dues finestres d'arc rebaixat, adovellat, molt malmeses. Al mur N hi ha adossada una sagristia.
Per l'aparell es pot datar aquesta construcció dins el segle xii, seguint un estil romànic rural.
A l'interior es conserva un sepulcre datat als segles XII-XIII.

## Història
Aquesta església, situada dins l'antic terme del castell d'An o de Valldan, va tenir des d'un principi funcions parroquials. Pertangué a la canònica de Santa Maria de la Seu d'Urgell com a propietat particular. Les primeres notícies de l'església es troben en la relació de parròquies del final del segle x o de principi de l'XI, continguda a l'apòcrifa acta de consagració de la Seu d'Urgell, on es fa constar la parròquia de Valldan ("Valle Hando"). La següent notícia correspon a la venda que l'any 1029 feren Borrell, fill d'Ellemar, i la seva muller Aimó al bisbe d'Urgell del seu alou situat al terme de Sant Just, a la Valldan. En la creació del bisbat de Solsona, després d'una llarga disputa amb el bisbe d'Urgell, aquesta parròquia quedaria dins els límits del bisbat d'Urgell, en el qual encara roman en l'actualitat.